# Incontri internazionali di rugby a 15 di metà anno 1998
Nel rugby a 15 è tradizione consolidata che le selezioni europee si rechino fuori dall'Europa, spesso nell'emisfero sud, per alcuni test. Si disputano però anche molti incontri tra nazionali dello stesso emisfero Sud, che precedono, dal 1996, la disputa del Tri Nations.
Nel 1998 sono di rilievo i test delle nazionali britanniche che si recano in Tour con risultati disastrosi:
La Scozia subisce infatti pesanti sconfitte da Figi e Australia, mentre Galles e Irlanda subiscono un pesante rovescio in Sudafrica.
Ma peggio di tutti va all'Inghilterra di Clive Woordward che crolla pesantemente con l'Australia, subendo uno 0-76 storico, seguito da un 22-64 e un 10-40 con la Nuova Zelanda e da uno 0-18 con il Sudafrica. Il tour sarà chiamato il "tour from hell".
Più sereno il cammino della Francia di Skrela e Villepreux che batte due volte l'Argentina prima di regolare le Figi.
Tour minori sono quelli di Samoa e Tonga in Nuova Zelanda (contro selezioni provinciali).

## Test ufficiali
- La Scozia si reca alle Figi e in Australia dove subisce 3 sconfitte pesanti, una con i figiani, due con i "Wallabies".

| Suva 26 maggio 1998 | Figi | 51 – 26 | Scozia |  |

| Sydney 13 giugno 1998 | Australia | 45 – 3 | Scozia | Football Stadium |

| Brisbane 20 giugno 1998 | Australia | 33 – 11 | Scozia | Ballymore Stadium |

- La Francia si reca in Argentina e Figi dove ottiene 3 incoraggianti successi nei test match:

| Buenos Aires 13 giugno 1998 | Argentina | 18 – 35 | Francia | J.Amalfitani |

| Buenos Aires 20 giugno 1998 | Argentina | 12 – 37 | Francia | J.Amalfitani |

| Suva 27 giugno 1998 | Figi | 9 – 34 | Francia |  |

- Galles in Africa australe: dopo una facile vittoria con lo Zimbabwe, una sconfitta pesantissima con gli Springboks sudafricani.

| Harare 6 giugno 1998 | Zimbabwe | 11 – 49 | Galles |  |

| Pretoria 27 giugno 1998 | Sudafrica | 96 – 13 | Galles |  |

- L'Inghilterra visita in un ambizioso tour le tre "potenze australi" del rugby: sarà un tour dai pessimi risultati, tanto da essere ricordato come "Tour from hell" : 4 sconfitte pesantissime, in particolare il 76-0 subito dall'Australia.

| Brisbane 6 giugno 1998 | Australia | 76 – 0 | Inghilterra |  |

| Dunedin 20 giugno 1998 | Nuova Zelanda | 64 – 22 | Inghilterra | Carisbrook |

| Auckland 27 giugno 1998 | Nuova Zelanda | 40 – 10 | Inghilterra | Eden Park |

| Città del Capo 4 luglio 1998 | Sudafrica | 18 – 0 | Inghilterra | Newland |

- Irlanda in Sudafrica: un tour costellato di sconfitte, con una sola vittoria contro una modesta selezione e due sconfitte pesanti con gli Springboks.

| Bloemfontein 13 giugno 1998 | Sudafrica | 37 – 13 | Irlanda |  |

| Pretoria 20 giugno 1998 | Sudafrica | 33 – 0 | Irlanda |  |

- USA alle Isole Figi: mini tour (2 partite con un test match) da parte delle "Eagles"

| Suva 25 luglio 1998 | Figi | 18 – 9 | Stati Uniti |  |

- Romania in Argentina, 4 match ed un test ufficiale:

| Rosario 8 agosto 1998 | Argentina | 68 – 22 | Romania |  |

- Argentina in Giappone:

| Tokyo 15 settembre 1998 | Giappone | 44 – 29 | Argentina | Chichibu |

## Tour senza test
Tra i tour senza disputa di match ufficiali si segnalano i tour di Samoa, di Tonga e di Figi in Nuova Zelanda
La Nuova Zelanda invia la squadra "A" in Samoa:
| 8 luglio 1998 | Samoa Dev. XV | 3 – 43 | Nuova Zelanda A |  |

| Apia 12 luglio 1998 | Samoa XV | 15 – 28 | Nuova Zelanda A |  |

Il Marocco si reca in Irlanda:
| 19 agosto 1998 | Munster Rugby | 49 – 17 | Morocco XV |  |

L'Uruguay si reca in Argentina:
| Buenos Aires 8 giugno 1998 | Argentina XV | 72 – 5 | Uruguay |  |

| Rosario giugno 1998 | Rosario | 39 – 24 | Uruguay XV |  |